# Bill Callahan
Bill Callahan, geboren als William Rahr Callahan (Silver Spring (Maryland), 3 juni 1966), is een Amerikaans singer-songwriter. Hij maakte een tijdlang gebruik van de nom de plume Smog en varianten daarop en sinds het album Woke on a whaleheart (2007) werkt hij onder zijn eigen naam. In het begin van zijn loopbaan nam hij thuis met behulp van 4 sporencassettes experimentele folk- en rockmuziek op. Naarmate zijn carrière vorderde, verliet hij het experimentele pad en richtte zich meer op traditionele folk.

## Biografie

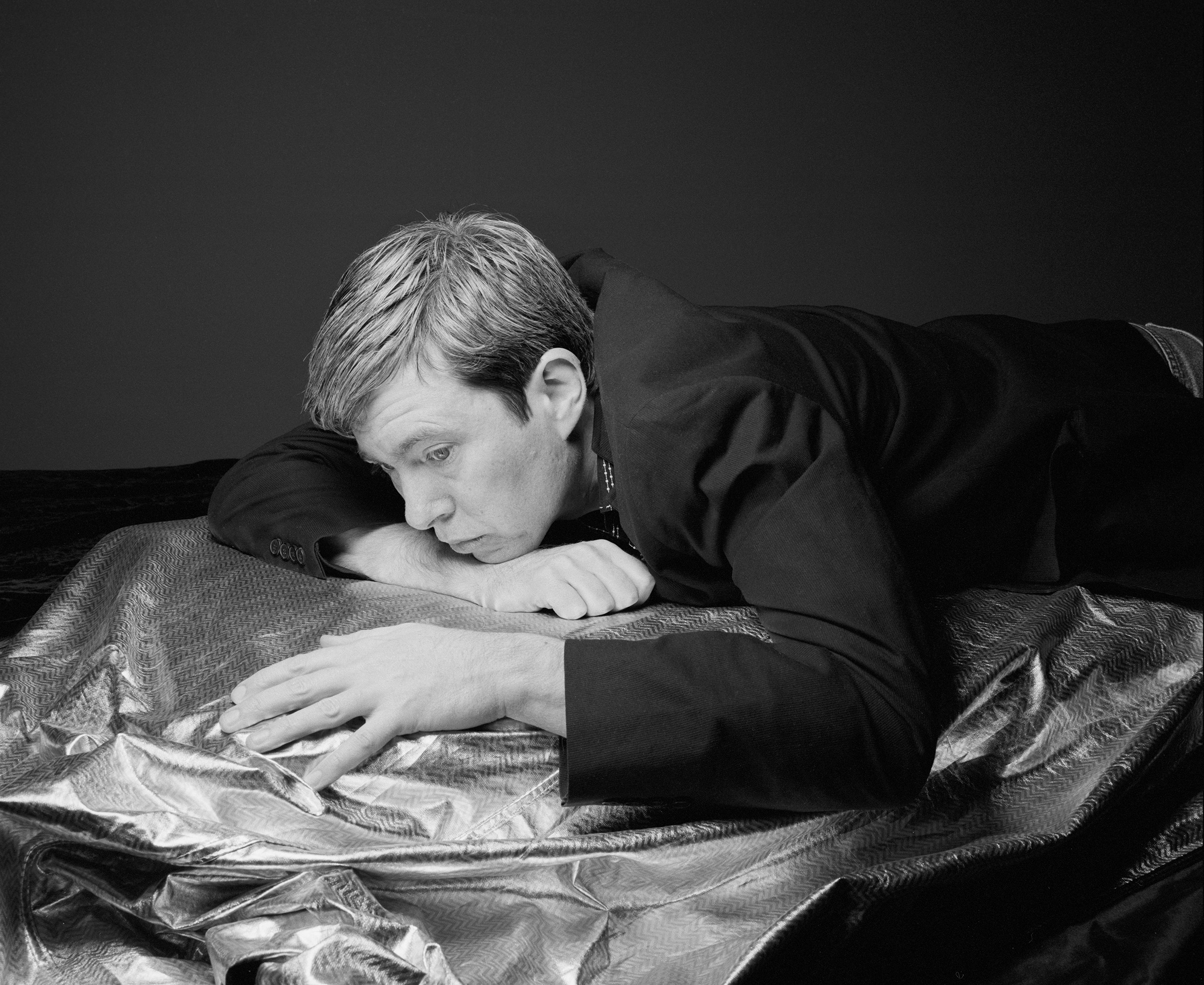
Bill Callahan gefotografeerd door Oliver Mark, Berlijn 2011

De ouders van Callahan werkten als analytici bij de National Security Agency.
Als tiener schreef Callahan zijn eerste liedjes en op tweeëntwintigjarige leeftijd nam hij voor het eerst muziek op met behulp van 4 en 8 sporencassettes en een akoestische gitaar. Hij zong met een hoge, nasale stem over thema's als vervreemding en zelfverachting. In 1988 gaf hij via zijn eigen label Disaster Records zijn eerste cassette, getiteld Macramé Gunplay, uit, in 1989 gevolgd door de cassette Cow. Hij nam de muziek van beide cassettes volledig thuis op.
Het eerste volledige album van Callahan, Sewn to the Sky, werd in 1990 uitgegeven door Disaster Records.
In 1995 gaf Drag City het vierde Smog-album uit, Wild Love. Het liedje "Bathysphere" van dat album werd door Cat Power vertolkt op haar album What Would the Community Think uit 1996.
Sinds 2007 woont Callahan in Austin (Texas) waar hij Woke on a Whaleheart maakte. Dit was zijn eerste album onder zijn eigen naam.
Cat Power (Chan Marshall) coverde Callahan's song "Bathysphere" op haar album What Would the Community Think. Smog's "Cold Blooded Old Times" was de titeltrack van de film High Fidelity, naar het boek van Nick Hornby. Het liedje "Vessel in Vain" (van Supper) verscheen ook op de soundtrack van de Britse independent film Dead Man's Shoes in 2004. In oktober 2007 lanceerde Cadillac een commercial met Smogs song "Held" en Bob Dylan die in een Cadillac Escalade uit 2008 door de woestijn reed. 

### Persoonlijk leven
Callahan en Cindy Dall hadden een relatie en maakten samen een titelloos album. Hij was voor een aantal jaar de levenspartner van Joanna Newsom.

## Discografie

### Cassettes
- Macramé Gunplay (1988)
- Cow (1989)
- A Table Setting (1990)
- Tired Tape Machine (1990)

### Albums
- Sewn to the Sky (1990) (Smog)
- Forgotten Foundation (25 mei 1992) (Smog)
- Julius Caesar (5 juli 1993) (Smog)
- Wild Love (27 maart 1995) (Smog)
- The Doctor Came at Dawn (10 september 1996) (Smog)
- Red Apple Falls (20 mei 1997) (Smog)
- Knock Knock (12 januari 1999)(Smog)
- Dongs of Sevotion (4 april 2000) (Smog)
- Rain on Lens (18 september 2001) (Smog)
- Supper (18 maart 2003) (Smog)
- A River Ain't Too Much to Love (31 mei 2005) (Smog)
- Woke on a Whaleheart (17 april 2007)
- Sometimes I Wish We Were an Eagle (14 april 2009)
- Rough Travel for a Rare Thing (23 maart 2010)
- Apocalypse (15 april 2011)
- Dream River (17 september 2013)
- Have Fun with God (2014)
- Shepherd in a Sheepskin Vest (2019)
- Gold Record (2020)

### Met Cindy Dall
- Titelloos (5 maart 1996)

### Compilaties
- Accumulation: None (2002)

### Ep's
- Floating (1991)
- Burning Kingdom (1994)
- Kicking a Couple Around (1996)
- The Manta Rays of Time (2000)
- Neath the Puke Tree (2000)

### Singles
- "My shell" (1991)
- "A hit" (1994)
- "Came blue" (1997)
- "Ex-con" (1998)
- "Held" (1998)
- "Look now" (1999)
- "Cold blooded old times" (1999)
- "Strayed" (2000)
- "Rock bottom riser" (2006)
- "Diamond dancer" (2007)

### Hitnoteringen
| Album met eventuele hitnotering(en) in de Nederlandse Album Top 100 | Datum van verschijnen | Datum van binnenkomst | Hoogste positie | Aantal weken | Opmerkingen |
| ------------------------------------------------------------------- | --------------------- | --------------------- | --------------- | ------------ | ----------- |
| Woke on a whaleheart                                                | 17-04-2007            | -                     |                 |              |             |
| Sometimes I wish we were an eagle                                   | 14-04-2009            | -                     |                 |              |             |
| Rough travel for a rare thing                                       | 23-03-2010            | -                     |                 |              |             |
| Apocalypse                                                          | 15-04-2011            | 16-04-2011            | 87              | 2            |             |

| Album met hitnotering(en) in de Vlaamse Ultratop 200 albums | Datum van verschijnen | Datum van binnenkomst | Hoogste positie | Aantal weken | Opmerkingen |
| ----------------------------------------------------------- | --------------------- | --------------------- | --------------- | ------------ | ----------- |
| Sometimes I wish we were an eagle                           | 2009                  | 02-05-2009            | 90              | 1            |             |
| Apocalypse                                                  | 2011                  | 14-05-2011            | 83              | 1            |             |